# Antiga Casa de la Vila (Roses)
L' Antiga Casa de la Vila és una obra eclèctica de Roses (Alt Empordà) inclosa a l'Inventari del Patrimoni Arquitectònic de Catalunya.

## Descripció
Edifici ubicat al centre històric de la ciutat, en segona línia de mar, en un carrer per a vianants, molt a prop de l'antiga riera Ginjolers, avui en dia convertida en rambla.
Es tracta d'un edifici entre mitgeres de planta rectangular, format per planta baixa i pis, amb la façana principal d'estil neoclàssic ordenada seguint els eixos verticals que marquen les obertures, totes elles rectangulars, amb els emmarcaments motllurats i detalls ornamentals a la part superior. La façana està rematada per una balustrada-acroteri decorada.
La construcció està arrebossada i emblanquinada.

## Història
Exemple d'edificació urbana de principis del segle XX de caràcter clàssic. En aquest edifici estava ubicada l'antiga Casa de la Vila, abans que es traslladessin les dependències a l'edifici situat a la plaça Catalunya, 16, avui en dia ja enderrocat i substituït per una edificació de nova planta.